# XXV (álbum de Oomph!)
"XXV" es el duodécimo álbum de estudio de la banda alemana Oomph! con motivo de los 25 años de carrera musical. Este disco fue publicado bajo el sello discográfico Airforce1 Records perteneciente al grupo de Universal Music. Durante el tour la banda recopiló varios temas de todos los álbumes y del actual para así celebrar el aniversario con los fanáticos.

## Lista de canciones
| N.º | Título                    | Traducción                   | Duración |  |
| 1.  | «Dein Retter»             | Tu redentor                  | 2:54     |  |
| 2.  | «Alles aus Liebe»         | Todo por amor                | 3:39     |  |
| 3.  | «Jetzt oder nie»          | Ahora o nunca                | 3:44     |  |
| 4.  | «Als wärs das letzte Mal» | Como si fuera la última vez  | 3:31     |  |
| 5.  | «Mary Bell»               | Mary Bell                    | 5:16     |  |
| 6.  | «Jede Reise hat ein Ende» | Cada viaje tiene un final    | 4:04     |  |
| 7.  | «Unter diesem Mond»       | Bajo esta Luna               | 4:11     |  |
| 8.  | «All deine Wunden»        | Todas tus heridas            | 4:02     |  |
| 9.  | «Fleisch und Fell»        | Carne y pellejo              | 4:27     |  |
| 10. | «Tick Tack»               | Tic Tac                      | 4:25     |  |
| 11. | «Nicht von dieser Welt»   | No es de este mundo          | 3:51     |  |
| 12. | «Spieler»                 | Jugador                      | 3:30     |  |
| 13. | «Zielscheibe»             | Objetivo                     | 3:11     |  |
| 14. | «Leis ganz leis»          | Tranquilo bastante tranquilo | 3:54     |  |

## Listas de ventas
| Lista (2015) | Mejor posición |
| ------------ | -------------- |
| Alemania     | 10             |
| Austria      | 42             |
| Suiza        | 59             |